# مانو داياك

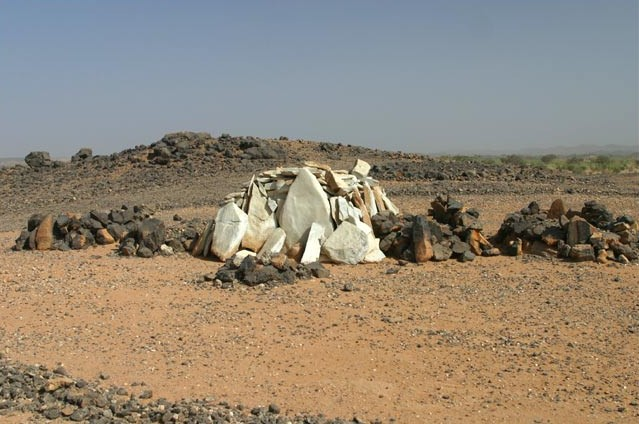
قبر مانو داياك بأكاديز

مانو داياك (بالفرنسية: Mano Dayak) زعيم ومفاوض طارقي من النيجر، وقائد انتفاضة طوارق النيجر سنة 1990 .

## سيرته
ولد مانو داياك عام 1949 م بوادي تيدن شمال أكاديز، وينتسب إلى قبيلة «إيفوغاس», تعلم بمدرسة فرنسية متنقلة خاصة بالرحل بأزال، ثم تحصل على دبلوم من المدرسة الثانوية العامة في مدينة أكاديز، قبل أن يرحل للعمل بنيامي عاصمة النيجر، وفي سن العشرين سافر إلى الولايات المتحدة للدراسة العليا بنيويورك وانديانا بوليس وكان يعمل بالموازاة مع الدراسة. عام 1973 سافر إلى باريس ودرس في المعهد التطبيقي للدراسات العليا التقنية والانثروبولوجية الثقافية والاجنماعية للعالم الأمازيغي، وتزوج ب'أودي' هناك ورزق بطفلين «ماولي» و«مداني». رجع إلى النيجر وهناك اشتغل دليلا سياحيا في الصحراء مع وكالة أسفار فرنسية ثم أنشأ وكالته الخاصة «تيمت أسفار» والتي أصبحت مشهورة بمنطقة أكاديز حيث شارك بتنظيم رالي باريس دكار وأصبح مقربا من ثييري سابين ومخرج الأفلام المعروف برناردو برتولشي مخرج فيلم «شاي في الصحراء» و«السماء الحامية». كان زعيما أيضا لرابطة المقاومة المسلحة وقائدا للانتفاضة التي اندلعت في التسعينات بجنب «الطاهر عبد المومن» «رئيس جبهة تحرير شمال النيجر» و«ريسا أغ بولا» رئيس جبهة «تحرير الأيير والأزواد» و«محمد اناكو» رئيس «اتحاد قوات المقاومة المسلحة».

## وفاته
في الخامس عشر من ديسمبر 1995 م في إطار المفاوضات مع الرئيس النيجيري ماحمان أوصمان كان مانو داياك على متن طائرة بحماية وضمانة من الحكومة الفرنسية وكان معه صحفي فرنسي 'هوبرت لاسيي' وزعيمين طارقين هما 'حامد أحمد أڨ خالو' و' يحيى أڨ إوليول أڨ سداوا أڨ السوكال الأڨوزي من كلوزين الأنصار  ' ولكن الطائرة انفجرت بعد اقلاعها وقتل كل ركابها. هذا الحادث المأساوي جعل منه أسطورة خالدة حيث ذكر العالم بمأساة الطوارق، وفي عام 1996 قام صائغ طارقي 'أصاغيد' بصنع حلي خاصة مثل التي تعرف بها قبائل الطوارق أسماها بعلامة مانو. كما سمي مطارأكاديز الدولي الآن باسم مطار مانو داياك الدولي، وفي ألبوم المجموعة الطارقية تيناريوين أمان امان غنوا أغنية تذكر بمناقب وكفاح الزعيم مانو تحت نفس الاسم.

## روابط خارجية
- صورة لمانو داياك
- علامة مانو داياك